# Metron (personaggio)
Metron è un personaggio dei fumetti dell'universo DC, creato da Jack Kirby sulle pagine di New Gods n. 1 del febbraio-marzo 1971.

## Personaggio
Scienziato-dio affamato di conoscenza, è stato ideato sulle fattezze di Leonard Nimoy nei panni di Spock e pensato come un personaggio che "cambia frequentemente schieramento tra Nuova Genesi e Apokolips".
Nonostante sia nato su Nuova Genesi, Metron non prende parte alla guerra fra i due pianeti e gira per il tempo e per lo spazio sulla sua sedia "Mobius". Nonostante questo, ha più volte aiutato gli eroi terrestri. Inoltre è l'inventore dei Bomdotti, il mezzo di trasporto dei Nuovi Dei.

## Altri media
Metron appare nelle seguenti serie animate:
- Le avventure di Superman, negli episodi Apokolips...Now!.
- Justice League Unlimited, negli ultimi due episodi, doppiato da Daniel Dae Kim.